# Broughton, Wrexham
Broughton är en community i Storbritannien.   Den ligger i kommunen Wrexham och riksdelen Wales, i den södra delen av landet, 260 km nordväst om huvudstaden London.
Större delen av Broughton med byarna Moss, Pentre Broughton, Brynteg och New Broughton ingår i tätorten Wrexham.